# Наталівська сільська рада (Гребінківський район)
Наталівська сільська рада — колишній орган місцевого самоврядування у Гребінківському районі Полтавської області з центром у селі Наталівка.

## Населені пункти
Сільраді були підпорядковані населені пункти:
- c. Наталівка
- с. Олексіївка